# (10925) Ventoux
(10925) Ventoux est un astéroïde de la ceinture principale.

## Description
(10925) Ventoux est un astéroïde de la ceinture principale. Il fut découvert le 28 janvier 1998 à Bédoin par Pierre Antonini. Il présente une orbite caractérisée par un demi-grand axe de 2,62 UA, une excentricité de 0,06 et une inclinaison de 2,5° par rapport à l'écliptique.
Il est nommé d'après le Mont Ventoux.

## Compléments